# 渡邊康平
渡邉 康平（わたなべ こうへい）は、日本の実業家。伊藤忠商事代表取締役副社長CFO兼CIOや、同社取締役副会長、不二製油取締役、ティーケーピー取締役、国際取引業務検定協会理事長などを務めた。藍綬褒章受章。

## 人物・経歴
1971年一橋大学経済学部卒業、伊藤忠商事入社。食料部門やファミリーマートを担当し、砂糖・コーヒー部長等を経て、2002年常務取締役食料カンパニープレジデント、不二製油取締役。
2006年伊藤忠商事代表取締役副社長経営企画担当役員 CIO。2008年代表取締役副社長CFO兼CIO。2010年取締役副会長。2011年相談役、日本経団連OECD諮問委員会委員長代行、日本・スリランカ経済委員会委員長。2013年日本メコン地域経済委員会委員長。
2014年伊藤忠商事理事。2015年ティーケーピー取締役。2016年国際取引業務検定協会理事長。日本・ミャンマー商工会議所ビジネス協議会会長、大メコン圏ビジネス研究会会長なども務めた。2023年春の褒章で藍綬褒章受章。